# Dara
Dara（英語：Sandara Park，本名：박산다라，1984年11月12日—），韓國女歌手、演員、主持人，為YG娛樂女子團體2NE1成員，擔任副唱、副饒舌。。

## 經歷
1984年11月12日Dara出生於韓國的釜山廣域市，為家裡的長女，有一弟跟一妹，弟弟天動為男子流行音樂團體MBLAQ的前成員之一，妹妹非演藝人士，父親是貿易商，Dara幼年及少年時期在韓國渡過，但因為父親職業的關係，1995年舉家遷往菲律賓文珍俞巴市，當時的Dara雖不願離開韓國但也只能跟著去。
2004年Dara在菲律賓參與了當地媒體ABS-CBN舉辦的Star Circle Quest（明星圈探秘），Dara在此公開選拔賽中脫穎而出獲得第二名，收到的觀眾累計得票更高達200萬票，僅次於冠軍Hero Angeles，之後Dara即成為ABS-CBN該媒體力捧的明星，推出的單曲《In Or Out》更在菲律賓當地造成了高達三白金的熱銷，並在《Sandara's Romance》、《Asap Fanatic》等電視節目擔任主持人。
2004年12月YG Entertainment公司的社長梁鉉錫在看完KBS製播的紀錄片《My Name Is Sandara Park.》後，向Dara詢問可否來韓國參加該節目的研討會。
2005年3月Dara在菲律賓的演藝活動剛好有空檔，於是就回到韓國參加研討會，6個月後Dara返回菲律賓繼續執行與早先當地電視台簽好的經紀合約。
2007年8月1日Dara跟母親與天動（弟弟）從菲律賓回到韓國，隔日即跟YG Entertainment簽約，正式進入YG Entertainment經紀公司底下當練習生。
2021年5月11日Dara宣布約滿不續約YG Entertainment，結束了與YG長達17年的合約。2021年9月1日Dara宣布與ABYSS Company簽約，成為ABYSS Company旗下藝人。

## 漢字名字
Sandara（산다라）是一個純韓文名字，未有漢字表記。華語地區歌迷習慣直接音譯為「朴山達拉」、「朴山多拉」等等，但大部分還是稱作 Dara。2014年10月9日，Dara於個人Twitter說明自己的本名是純韓文名字。
|                                      | 原文：오늘은 한글날입니다. 아직도 많은 분들이 제 이름이 영어 이름인줄 아시는데~ 제 이름은 순수 한글이름이에요~ 뿌듯 ^_^v 싼돠라박 아니죠~ 박산다라 입니다!!! 어색어색 열매 ㅋㅋ 翻譯：今天是韓文日.仍然有很多人以為我的名字是英文名~ 但我的名字是純韓文名字~驕傲 ^_^v 不是싼돠라박~ 而是박산다라!!! 尷尬尷尬 ㅋㅋ |
| ——Dara，2014年10月9日寫於個人Twitter | |

## 音樂

### 專輯
- 2004年 《Sandara》首张同名专辑
- 2005年 《Sandara: Walang Sabit》首张后续同名专辑
- 2006年 《Sandara：Ang Ganda Ko》首张再后续同名专辑
- 2023年 《Festival》首张个人迷你专辑

### 數位單曲
| 單曲 | 單曲資料                                                                                                   | 曲目                   |
| 1st  | 首張數位單曲《kiss》 - 發行日期：2009年9月5日 - 語言：韓語 - 格式：數位下載 - 收錄2NE1正規專輯《ToAnyone》 | 曲目 1. kiss(Feat. CL) |

### 迷你专辑
| 专辑 | 专辑資料                                                                                   | 曲目                                                      |
| 1st  | 首張Solo专辑同名EP《Sandara Park》 - 發行日期：2023年7月12日 - 語言：韓語 - 格式：數位下載 | 1. FESTIVAL 2. PLAY 3. DARA DARA 4. T MAP 5. HAPPY ENDING |

### OST
| 發佈日期      | 歌曲名稱         | 電視劇/電影名稱                  | 合唱歌手                                  |
| 2004年        | Can this be Love | 電影《Can This Be Love》OST      | Hero                                      |
| 2004年        | We Are The Stars | 《Ragnarok The Animation》       | ROXANNE、JOROSS、MELISSA、HERO            |
| 2015年6月25日 | 我們兩人         | On Style & YGKPlus《我們分手了》 | 姜昇潤                                    |
| 2015年6月25日 | 今天             | On Style & YGKPlus《我們分手了》 | 不適用                                    |
| 2015年6月25日 | 我們分手了       | On Style & YGKPlus《我們分手了》 | 姜昇潤                                    |
| 2016年1月19日 | Always for you   | MBC《再一次 Happy Ending》       | 張娜拉、劉寅娜、徐寅永、劉多仁 （Angels） |
| 2017年4月10日 | One Step         | 電影《回聲戀習曲One Step》       | 不適用                                    |
| 2017年4月18日 | 記憶之歌         | 電影《回聲戀習曲One Step》       | 韓載錫                                    |

### 其他歌曲
| 發佈日期       | 歌曲名稱                  | 備註                                          | 合唱歌手  |
| 2009年8月18日  | Hello                     | 收錄G-Dragon正規專輯《Heartbreaker》          | G-Dragon  |
| 2016年6月8日   | Love Love Love (JPN Ver.) | 收錄Epik High精選專輯《Show Must Go On & On》 | Epik High |
| 2019年3月13日  | Spring                    | 收錄朴春單曲專輯《Spring》                    | 朴春      |
| 2019年12月10日 | 初雪                      | 收錄朴春單曲專輯《初雪》                      | 朴春      |

## 電視劇
| 播放日期 | 電視台                | 名稱                                       | 角色         | 性質   |
| 2009年   | MBC                   | 《一枝梅歸來》                             | 梨惠         | 客串   |
| 2014年   | SBS                   | 《來自星星的你》                           | 女藝人       | 客串   |
| 2014年   | BeFunnystudios        | 《What's Eating Steven Yeun?》（網路短劇） | Sandara      | 客串   |
| 2015年   | NAVER tvcast & 優酷網 | 《以安醫生》（網路劇）                     | 李素丹       | 女主角 |
| 2015年   | KBS 2TV               | 《製作人》                                 | Sandara Park | 客串   |
| 2015年   | On Style & YGKPlus    | 《我們分手了》（網路劇）                   | 盧佑麗       | 女主角 |
| 2015年   | NAVER tvcast          | 《Missing Korea》（網路劇）                | 李蓮花       | 女主角 |
| 2016年   | MBC                   | 《再一次 Happy Ending》                    | 具瑟雅       | 客串   |
| 2020年   | MBC                   | 《一起吃晚餐嗎？》                         | Sandara Park | 客串   |

## 電影
| 播放日期 | 名稱                   | 角色                    | 性質       |
| 2004年   | 《Bcuz of U》          | April                   | 第二女主角 |
| 2005年   | 《Can This Be Love》   | Daisy                   | 女主角     |
| 2006年   | 《D' Lucky Ones》      | Lucky girl/Anna         | 女主角     |
| 2006年   | 《Super Noypi》        | Michie Rapisora         | 女主角     |
| 2006年   | 《Girlfriends》        | Herself/cameo with 2NE1 | 配角       |
| 2017年   | 《回聲戀習曲One Step》 | 詩賢                    | 女主角     |
| 2018年   | 《奶酪陷阱》           | 張寶羅                  | 配角       |

## 娛樂新聞節目嘉賓
- 2014年:ABS-CBN《Aquino & Abunda Tonight（英语：Aquino & Abunda Tonight）》嘉賓

## 演出活動
2025跨年晚會
- 2024年12月31日：2025高雄跨年晚會

## 節目主持
| 播放日期 | 電視台             | 名稱                              | 備註                                        |
| 2004年   |                    | 《Sandara's Romance》             |                                             |
| 2004年   | TFC                | 《ASAP Fanatic》                  |                                             |
| 2004年   | KBS                | 《My Name is Sandara Park》       |                                             |
| 2004年   | 《Krystala》       |                                   |                                             |
| 2005年   |                    | 《Maalaala Mo Kaya》              |                                             |
| 2006年   |                    | 《Komiks》                        |                                             |
| 2007年   |                    | 《Dalawag Tisoy》                 |                                             |
| 2009年   | SBS                | 《Style》                         |                                             |
| 2009年   | Mnet               | 《2NE1 TV》                       |                                             |
| 2010年   | Mnet               | 《2NE1TV Season 2》               |                                             |
| 2010年   | MBC                | 《Show! 音樂中心》                | 當周特別 MC                                 |
| 2011年   | Mnet               | 《2NE1TV Season 3》               |                                             |
| 2013年   | SBS                | 《SBS歌謠大戰》                   | 與金希澈及成始璄主持                        |
| 2015年   | JTBC               | 《Two Yoo Project - Sugar Man》   | 與劉在錫、柳熙烈及金伊娜主持                |
| 2016年   | ABS-CBN            | 《Pinoy Boyband Superstar》       | 擔任評審                                    |
| 2017年   | OnStyle            | 《Get It Beauty 2017》            | 與李荷妮、金世正及李世榮主持                |
| 2017年   | OnStyle            | 《關係Appeal》                    | 與李遐怡、李秀賢共同主持                    |
| 2017年   | youtube            | 《DARA TV（页面存档备份，存于）》 |                                             |
| 2018年   | JTBC               | 《MIMI SHOP》                     | 與Tony共同主持                              |
| 2018年   | tvN Asia/HUB都會台 | 《Get It Beauty 新加坡版》        | 與黃暄婷、鄭穎共同主持                      |
| 2018年   | JTBC               | 《自討苦吃》                      | 與朴俊炯、銀赫、DinDin、JR (NU'EST)共同主持 |
| 2019年   | MBC                | 《Video Star》                    | 與樸素賢、金淑、朴娜勑共同主持              |
| 2019年   | JTBC               | 《Stage K》                       | 與全炫茂、殷志源、朴俊亨、金婑斌共同主持    |
| 2019年   | TV朝鮮             | 《Shopping King》                 | 與慧潾、朴昭妍、崔準烘、郑敏奎共同主持      |
| 2020年   | SBS F!L            | 《我的音樂老師，你好》            | 固定成員                                    |
| 2020年   | STATV              | 《Idol League》                   | 與徐恩光共同主持                            |
| 2021年   | KBS Joy            | 《Celeb Beauty 3》                | 与李施昤、郑惠成、慧潾、DinDin 共同主持     |
| 2021年   |                    | 《Asia Song Festival》            | 與BamBam共同主持                            |

## MV出演
- 2008年 《I'm Sorry》-GUMMY (主演Dara&T.O.P.)
- 2010年 《I Need A Girl》-太陽 MV 女主角
- 2015年 《봄처녀(SPRINGIRLS)》-鲜于贞雅
- 2016年 《Sign》-天動
- 2019年 《Spring》-朴春

## 獎項
- 2005 21st PMPC Star Awards for Movies Best New Actress
- 2010 Philippine K-pop Convention: Hottest Female Idol
- 2012 Philippine K-pop Convention: Hottest Female Artist
- 2015 Kweb fest:Best Female Actress

## 外部連結
-  2NE1韓國官方網站（页面存档备份，存于）
-  Dara韓國官方網站（页面存档备份，存于）
- Dara個人Twitter（页面存档备份，存于）
- Dara個人Instagram（页面存档备份，存于）
- Dara個人Facebook（页面存档备份，存于）
- Dara個人TikTok（页面存档备份，存于）
- Dara個人Youtube頻道（页面存档备份，存于）
- Dara個人小紅書（页面存档备份，存于）
- 在AllMovie上Dara的頁面（英文）
- Dara-BLOG（页面存档备份，存于）